# XChat
XChat (często określany również jako X-Chat) – klient IRC w systemach typu Unix. Dostępne są też wersje dla Microsoft Windows i OS X. 
Program jest dostępny na licencji GNU GPL i wykorzystuje bibliotekę GTK+.

## Cechy
XChat obsługuje jednoczesne połączenia do wielu serwerów, przechowywanie haseł dla połączeń, w pełni obsługuje kodowanie UTF-8. Kanały mogą być wyświetlane jako karty lub w postaci drzewa.
Program jest bardzo konfigurowalny. Można zdefiniować powiadomienia o określonych tekstach pojawiających się na kanałach (kolorowanie, dźwięki, okno z powiadomieniem), zmienić wygląd programu a nawet aranżować strukturę menu. Dla operatorów kanałów dostępna jest lista najczęściej używanych poleceń.
XChat obsługuje skrypty w językach Perl, Python, Tcl i Ruby.

## Dostępność
Wszystkie wersje oprócz wydania dla systemu Windows są darmowe. Dla użytkowników Windows jest to shareware – za korzystanie z programu należy zapłacić po 30 dniach. Jednak ponieważ program w wersji dla innych systemów jest dostępny na licencji GNU GPL, mogą powstawać nieoficjalne wydania, za które nie pobiera się opłat.
Program posiada polską wersję językową.